# 浙江大学

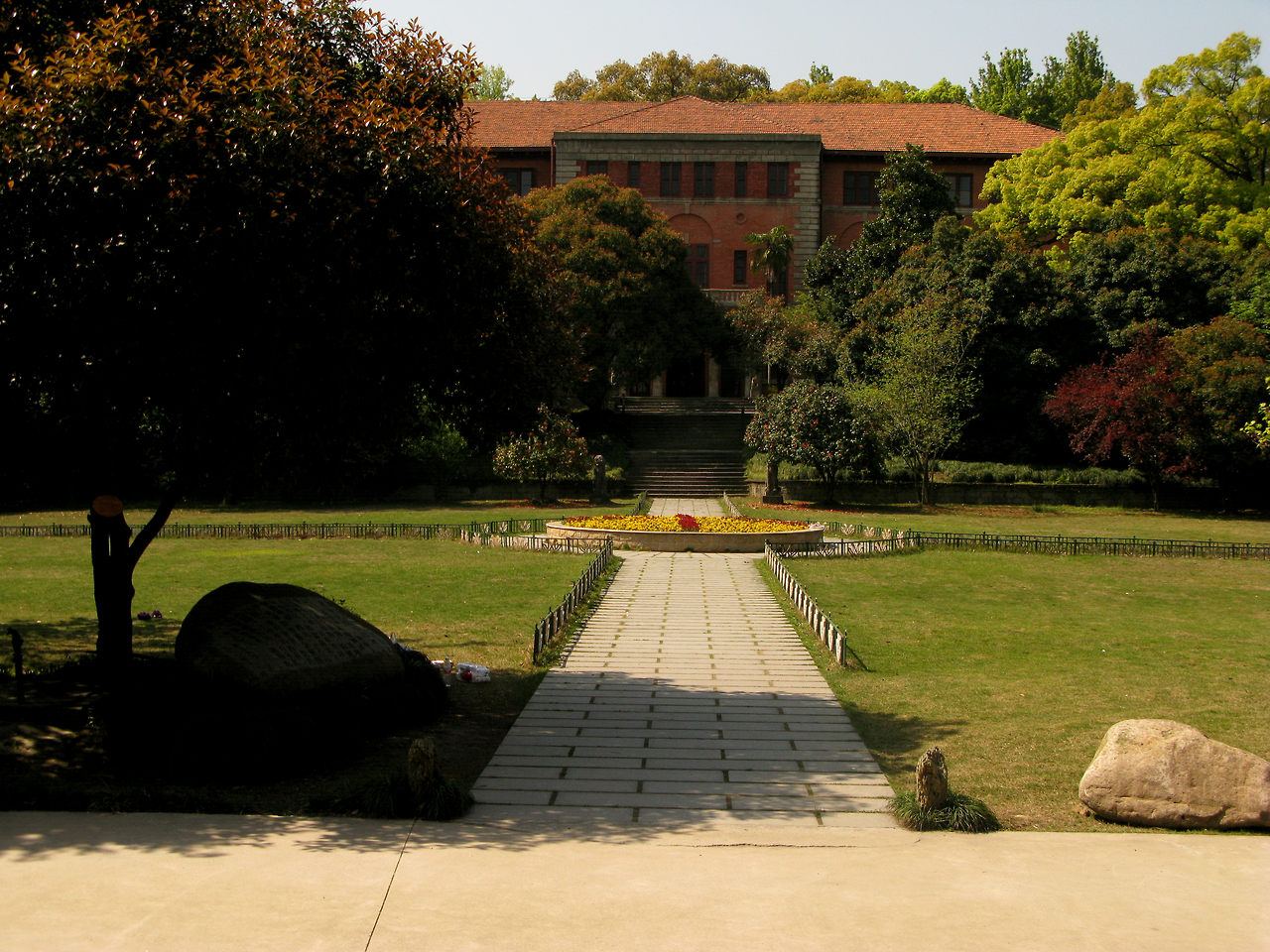
之江キャンパス

浙江大学（せっこうだいがく、ピンイン：Zhèjiāng Dàxué, 英称：Zhejiang University）は、中華人民共和国浙江省杭州市西湖区に所在する国立大学である。1897年に求是書院（ピンイン：Qíushì Shūyuàn）として設立された。 九校連盟、985工程、211工程、双一流の成員校として、教育部が直轄する国家重点大学である。略称はZJUおよび浙大。QS世界大学ランキングの2024年版では第44位（東京大学は28位、京都大学は46位）。

## 概要
中国で最も早く創立された四大学府の一つである。近代高等教育機関として1897年に設立された求是書院を前身としており中国の主要な研究機関の一つである。かつては「東洋のケンブリッジ」として知られていたが、1952年の中国の教育改革で、いくつかの単科大学に分かれた。1998年、国務院の承認を経て、同じルーツをもつ浙江農業大学、浙江医科大学、杭州大学を吸収合併した。

## 組織とキャンパス
浙江大学には、人文学部、社会科学学部、理学部、工学部、情報基盤学部、農業生命環境学部、医学部の7つの学部、37の学院（学科）133の専攻課程が設けてあり、1つのエンジニアカレッジ、2つの中外協力カレッジ、7つの付属病院がある。また紫金港、玉泉、西渓、華家池、之江、舟山、海寧の7つのキャンパスを持ち、敷地面積は6,223,440平方メートル、図書館の総蔵書数は787万冊を有する。2020年現在の生徒数は本科生29,209人、そのうち留学生が2,682人、その他37,563人の修士、博士生が在籍している。教職は9,674人となっている。

## 大学評価
副部級大学の一つで、国家重点大学として、985工程、211工程、双一流にも選ばれている。総合大学であり、2020年12月時点で10個の国家重点実験室を有する。
大学評価の世界的指標の一つである、クアクアレリ・シモンズによる「QS世界大学ランキング2023」（2022年）では世界42位、,「QSアジア大学ランキング2022」では第6位。また、上海交通大学による『世界大学学術ランキング2022』（2022年）では世界36位。。
タイムズ・ハイアー・エデュケーションによる『THE世界大学ランキング2023』（2022年）では世界第67位。

## 中国版「アイビーリーグ」
浙江大学は、2009年10月に発足した中国初のトップ大学の連合体、九校連盟C9 League（略してC9）メンバーである。
九校連盟に加盟している大学は相互協力・交流の強化、教育資源の相互補完、ハイレベル人材の育成等を図るため、「一流大学人材育成協力・交流協議書」を締結している。C9メンバーは浙江大学以外に北京大学、清華大学、復旦大学、上海交通大学、南京大学、中国科学技術大学、ハルビン工業大学、西安交通大学の8つの「985プロジェクト」のトップ大学である。

## 沿革
近代高等教育機関として1897年に設立された求是書院（Qiushi Academy）を前身としており、1928年に国立浙江大学となった。2009年に現在の学部制に移行した。
- 1897年：前身の求是書院創立
- 1928年：国立浙江大学となる
- 1946年：戦中に貴州省に移転していたキャンパスを杭州に戻す
- 1998年：単科大学に分かれていた４校が統合、新体制でスタート
- 2009年：学部制に移行

## 学院及び学部構成
浙江大学には7の「学部」と36の「学院」と「系」で構成される。「学院」も「系」も日本の大学の学部にほぼ相当する。「学部」は「学院」と「系」の上の編成で、実体はなく、日本の「学部」とは位置付けが異なっている。適訳がないのでそのまま記す。位置づけが異なるのは、学院及び系は、個別の教育システムに位置づけられているためである。浙江大学は、学院や系に相当する、各単科大学の集合体として運営がなされているためである。

## 国家重点学科
数学、園芸学、化学、電気工学、農業資源利用、機械工学、コントロール科学工学、植物保護、光学工程、土木工学、管理科学工学、材料科学工学、生物医学工学が一級学科国家重点学科に指定されている。

## 協定校
浙江大学は中国で最も国際的な大学の一つとされており香港マカオ台湾を含む39の国と地域の大学とパートナーネットワークがある。
- アメリカ合衆国 47校（ハーバード大学、コロンビア大学、コーネル大学、シカゴ大学、カリフォルニア大学バークレー校、カリフォルニア大学ロサンゼルス校など）
- ドイツ 15校（フンボルト大学ベルリン、ミュンヘン大学、ミュンヘン工科大学、ベルリン工科大学、ゲオルク・アウグスト大学ゲッティンゲンなど）
- イギリス 20校（オックスフォード大学、ケンブリッジ大学、インペリアル・カレッジ・ロンドン、ユニヴァーシティ・カレッジ・ロンドンなど）
- 韓国 10校（ソウル大学校、延世大学校、高麗大学校、梨花女子大学校、漢陽大学校など）
- カナダ 8校（マギル大学、トロント大学、ブリティッシュコロンビア大学、オタワ大学など）
- その他 131校

### 日本における協定校
- 日本 28校
- 北海道大学
- 東北大学
- 宇都宮大学
- 茨城大学
- 筑波大学
- 千葉大学
- 東京大学
- 一橋大学
- 東京工業大学
- 東京学芸大学
- 早稲田大学
- 慶応義塾大学
- 創価大学
- 神奈川大学
- 静岡大学
- 静岡県立大学
- 名古屋大学
- 名古屋工業大学
- 福井大学
- 京都大学
- 同志社大学
- 大阪大学
- 大阪工業大学
- 四国大学
- 九州大学
- 立命館アジア太平洋大学

部局間協定
- 山梨大学医学部と医学院
- 熊本大学医学部・医学教育部・生命科学研究部と医学院

## 著名な卒業生
- 李政道 - 1957年、楊振寧とともにノーベル物理学賞受賞者。中国出身の物理学者としては初めてのノーベル賞受賞であった。
- 陳独秀 - 1897年 中国共産党の設立者の一人で、初代総書記に選出された。
- 陳儀 - 中華民国の軍人・政治家。福建省政府主席、行政院秘書長、陸軍大学校長代理等を歴任した。
- 邵元沖 - 中国同盟会以来の革命派の人士で、後に中国国民党の要人となる。
- 陳布雷 - 中国国民党の要人で、蔣介石側近として重要文書起草に携わったことで知られる人物である。
- 蔣夢麟 - 中華民国の教育者・政治家。
- 程開甲 - 中国核兵器事業の開拓者。
- 趙九章 - 中国宇宙技術のパイオニア。
- 沈建仁 - 岡山大学自然科学研究科教授。
- 段永平 - 歩歩高集団総裁。
- 黄崢 - 拼多多の創業者。

## 教員
- 谷口博 - 名誉教授（元教授）